# Julia Whelan
Julia Whelan (Oregon, 8 mei 1984) is een Amerikaans actrice.

## Biografie
Whelans vader was brandweerman en haar moeder lerares. Toen ze 5 was stond ze voor het eerst lokaal op de planken. Toen ze 10 was ging Whelan acteerlessen volgen en later verhuisde ze naar Los Angeles.
Daar kreeg ze in 1996 haar eerste rol in één aflevering van een televisieserie: Nowhere Man. Wat volgde waren meer rollen in televisieseries en ook televisiefilms. Tussen 1999 en 2002 had ze een vaste rol in de serie Once and Again. In dat laatste jaar speelde ze ook de hoofdrol in de televisiefilm The Secret Life of Zoey.
In 2004 ging Whelan Engelse literatuur studeren in Vermont en in 2006-7 als gaststudent aan de Universiteit van Oxford. Haar laatste jaar volgde ze opnieuw in Vermont en in 2008 studeerde ze af.
In november 2008 ging ze opnieuw acteren en speelde ze in de film Fading of the Cries, die in 2010 werd verwacht.

## Filmografie
- Gemeinsame Normdatei: 1096360969
- International Standard Name Identifier: 0000 0000 6904 9487
- Library of Congress Control Number: no2009136586
- MusicBrainz: 9b1069c2-a679-4683-b9ac-b1760063877a
- Nationale Bibliotheek van Tsjechië: xx0230018
- Système universitaire de documentation: 18311857X
- Virtual International Authority File: 96919515
- WorldCat: E39PBJvXjVCxbWFDMMVqh8hfv3